# دان ستيرنز
دان ستيرنز (بالإنجليزية: Dan Stearns)‏ هو لاعب كرة قاعدة أمريكي، ولد في 17 أكتوبر 1861 في بوفالو في الولايات المتحدة، وتوفي في 28 يونيو 1944 في غلينديل في الولايات المتحدة.

## وصلات خارجية
- دان ستيرنز على موقعبيزبول رفرنس.كوم (الدوري الرئيسي) (الإنجليزية)
- دان ستيرنز على موقعبيزبول رفرنس.كوم (الدوري الثانوي) (الإنجليزية)